# آب‌چنار سفلی
آب‌چنار سفلی، روستایی از توابع بخش منج شهرستان لردگان در استان چهارمحال و بختیاری ایران است.

## جمعیت
این روستا در دهستان بارز قرار دارد و براساس سرشماری مرکز آمار ایران در سال ۱۳۸۵، جمعیت آن ۸۱۴ نفر (۱۳۳خانوار) بوده‌است.